# Bni Bouzra
Bni Bouzra (franska: Bni Bouzra (CR), Bni Bouzra (Commune Rurale), arabiska: ابريكشة) är en kommun i Marocko.   Den ligger i provinsen Chefchaouen och regionen Tanger-Tétouan-Al Hoceïma, i den nordöstra delen av landet, 220 km nordost om huvudstaden Rabat. Antalet invånare är 15 254.